# Viktor Šiškin
Viktor Maksimovič Šiškin (in russo Виктор Максимович Шишкин?; Sverdlovsk, 8 febbraio 1955) è un allenatore di calcio ed ex calciatore sovietico dal 1991 russo, di ruolo difensore.

## Carriera

### Club
Durante la sua carriera ha giocato con varie squadre di club, tra cui il Lokomotiv Mosca, con cui conta 111 presenze e 3 gol.

### Nazionale
Conta una presenza con la Nazionale sovietica.